# AX Leporis
Désignations
AX Leporis (également désignée RX J0503.8-1130 et 1RXS J050349.3-113058) est une jeune étoile variable de type T Tauri, située à environ 191 pc (∼623 al) de la Terre dans la constellation du Lièvre. Elle a été découverte en 1996 grâce au télescope spatial ROSAT dans le cadre d'une étude du nuage d'Orion.

## Propriétés
AX Leporis est une jeune étoile de type T Tauri qui se situe encore dans sa pré-séquence principale. Elle est riche en lithium avec une teneur de [Li/H] = 3.12. Sa luminosité est d'environ 3 L☉ et son rayon est de 2,1 R☉. Les modèles d'évolution stellaire lui donnent une masse de 1,2 ou 1,75 M☉ et elle est âgée de 2,5 millions d'années. Son type spectral est de K1 à K3, selon les mesures, sa température effective de l'étoile est de 4 900 K et sa période de rotation est de 1,75 jour.
Le type de T Tauri renseigne aussi que la température au centre de l'étoile est trop faible pour démarrer le processus de fusion nucléaire de l'hydrogène, elle tirent donc leur énergie uniquement de l'énergie gravitationnelle libérée alors que l'astre se contracte, pour finalement atteindre la séquence principale après environ 100 millions d'années. De plus, elles sont en fait dans une phase intermédiaire entre le stade de protoétoile et celui d'étoile de faible masse appartenant à la séquence principale, telle que le Soleil.

## Variabilité
AX Leporis est une variable de type T Tauri dont la magnitude apparente varie autour de 12,26 avec une amplitude de 0,04 magnitude et selon une période de 1,75 jour. Cette variabilité périodique est expliquée par la présence de taches stellaires à la surface de l'étoile. AX Leporis est par ailleurs une étoile T Tauri à raies d'émission faibles. Cela indique qu'elle ne possède pas de forts vents stellaires, ni de disque d'accrétion.
Des émissions de rayons X en provenance de l'étoile ont été détectées par le télescope spatial ROSAT.